# Норка (приток Карамыша)
Норка — река в Саратовской области России. Устье реки находится на 64-м км левого берега реки Карамыш. Длина реки составляет 18 км, площадь водосборного бассейна 87,7 км².

## Данные водного реестра
По данным государственного водного реестра России относится к Донскому бассейновому округу, водохозяйственный участок реки — Медведица от истока до впадения реки Терса, речной подбассейн реки — Дон между впадением Хопра и Северского Донца. Речной бассейн реки — Дон (российская часть бассейна).
Код объекта в государственном водном реестре — 05010300112107000008467.